# Perifete (guerriero acheo)
Nella mitologia greca, Perifete è un valido guerriero acheo che prese parte alla guerra di Troia e vi trovò la morte per mano di Ettore durante il decimo anno. È citato nel libro XV dell'Iliade di Omero.

## Il mito

### Origini
Omero presenta Perifete nell'Iliade soffermandosi su dettagli biografici insoliti. Nato a Micene, era figlio di Copreo, l'araldo che fungeva da intermediario del re Euristeo presso Eracle, allorché quest'ultimo gli si sottomise per espiare l'omicidio dei suoi figli. Pare infatti che Euristeo temesse i frequenti scatti d'ira dell'eroe e che quindi volle assicurarsi comunicandogli le sue decisioni attraverso un fidato messaggero, il quale non era da meno in codardia. Perifete crebbe a Micene, rivelando doti che senza dubbio non erano eredità del padre: le sue eccellenti abilità di combattente e corridore, nonché il suo ottimo intuito e buonsenso, che ne fecero uno dei più acclamati cittadini micenei.
La capacità di superare il padre in pregi era una caratteristica rarissima nel mondo greco, poiché solitamente la regola funzionava all'inverso; lo stesso Omero, in altri casi (Odissea, libro II, versi 276-277), sostiene la superiorità paterna su ogni figlio.

### Morte
Quando Agamennone, sovrano di Micene, per compiacere il fratello Menelao, dichiarò guerra a Troia, resasi colpevole dell'ingrato rapimento di Elena, Perifete entrò nell'esercito greco per combattere in nome dei suoi re, oltre che per lavare il sopruso del ratto, che era considerato un'onta per la Grecia intera ed un affronto al valore dell'ospitalità. Sebbene non esplicitato dall'Iliade, Perifete era cugino degli Atridi poiché il padre Copreo era uno degli innumerevoli figli di Pelope e Ippodamia.
Guerriero prezioso nell'esercito acheo, si trovò coinvolto nello sfortunato scontro presso le navi nel quale i Troiani, sostenuti da Apollo, misero in fuga gli avversari scompigliandone le file. Perifete stesso, confuso in mezzo all'esercito, fu uno dei pochi che ebbe il coraggio di voltarsi contro il nemico; quando, spinto dai nemici, indietreggiò, il guerriero inciampò sull'orlo dell'ingombrante scudo che l'aveva sempre protetto dai dardi avversari, cadendo supino nella polvere: il suo elmo sonò cupamente all'impatto. Ettore, vedendolo sconvolto nella turba, gli fu subito sopra e lo trafisse al petto con la lancia, strappandogli il fiato e la vita. Omero afferma che Perifete, una volta ucciso, "diede ad Ettore altissima gloria". Perifete va incluso nel gruppo dei trentuno guerrieri massacrati da Ettore. (Igino, Fabula, 113.)